# Augustówka (Górkowo)
Augustówka (niem. Augustwalde) – część wsi Górkowo w Polsce, położona w województwie warmińsko-mazurskim, w powiecie olsztyńskim, w gminie Kolno.
W latach 1975–1998 Augustówka administracyjnie należała do województwa olsztyńskiego.